# Championnat du Portugal de football de deuxième division 2023-2024
Navigation
Saison 2022-2023 Saison 2024-2025
La saison 2023–2024 du Championnat du Portugal de football de deuxième division, ou Liga Portugal 2 SABSEG, plus communément désigné sous le nom Segunda Liga, est la 34e édition du championnat de deuxième division professionnelle portugaise.

## Organisation de la compétition
Dix-huit équipes s'affrontent selon le principe des matchs aller/retour au fil de trente-quatre journées. À l'issue de la saison, le champion et son dauphin sont directement promus en Liga Betclic. Le 3e affrontera le 16e de Liga Betclic lors d'un play-off en match aller/retour pour tenter d'accéder à l'élite du football portugais. Dans le bas du classement, le 16e disputera lui un play-off en match aller/retour contre le vainqueur du play-off de Liga 3 pour son ultime chance de se maintenir en Segunda Liga. Enfin, les équipes terminant à la 17e et 18e place sont directement reléguées en Liga 3 (D3). À noter que les équipes réserves (ou "B") ne sont pas éligibles à la promotion en division supérieure.

### Critères de départage
Chaque équipe reçoit trois points pour une victoire, un pour un match nul et aucun en cas de défaite.
Durant la compétition
- Il est important de préciser que pour établir le classement journée par journée, les critères appliqués pour le départage des clubs sont les suivants :

1. Plus grand nombre de points obtenus par les clubs à égalité, en confrontation directe
2. Plus grande différence de buts particulière entre les clubs à égalité
3. Plus grand nombre de buts marqués à l'extérieur entre les clubs à égalité, en confrontation directe
4. Plus grande différence de buts sur l'ensemble de la compétition
5. Plus grand nombre de victoires sur l'ensemble de la compétition
6. Plus grand nombre de buts marqués sur l'ensemble de la compétition

- Si les deux matches (aller et retour) entre les équipes à égalités n'ont pas encore été joués, les critères 2. et 3. qui sont prévus ne seront pas appliqués.
- Si malgré tout, après avoir appliqué les précédents critères, il subsiste deux clubs ou plus en situation d'égalité, il est alors attribué à tous la même position dans le classement.

À l'issue du championnat
- La Ligue Portugaise de Football Professionnel (LPFP) a déterminé que le départage des équipes se retrouvant avec égalité de nombre de points, se fait comme suit, selon l'ordre de priorité :

1. Plus grand nombre de points obtenus par les clubs à égalité, en confrontation directe
2. Plus grande différence de buts particulière entre les clubs à égalité
3. Plus grand nombre de buts marqués à l'extérieur entre les clubs à égalité, en confrontation directe
4. Plus grande différence de buts sur l'ensemble de la compétition
5. Plus grand nombre de victoires sur l'ensemble de la compétition
6. Plus grand nombre de buts marqués sur l'ensemble de la compétition

- Si, malgré l'application successive de tous les critères établis dans l'article ci-dessus, il subsiste encore une situation d'égalité, le départage se fait comme suit :

En cas d'égalité entre deux clubs, seulement :
1. Réaliser un match d'appui entre les deux clubs, sur terrain neutre désigné par la LPFP
2. Si, à la fin du temps réglementaire, l'égalité subsiste, une période de prolongation de trente minutes, divisée en deux périodes de quinze minutes chacune, sera alors accordée
3. S'il subsiste encore une situation d'égalité à la fin de la période de prolongation, la désignation du vainqueur se fera par le biais d'une séance de tirs au but, en accord avec les Lois du Jeu

En cas d'égalité entre plus de deux clubs :
1. Réaliser une compétition en toute ronde simple, sur terrain neutre, pour désigner le vainqueur
2. Si, à la fin de cette compétition, aucun vainqueur n'a été désigné, et qu'il reste deux équipes ou plus en situation d'égalité, procéder alors au départage en reprenant tous les critères depuis le début

Source : ligaportugal.pt

## Les clubs participants
| Club                 | Se maintient depuis | Classement 2022-2023 | Entraîneur             | Depuis | Stade                         | Capacité théorique | Ville                |
| -------------------- | ------------------- | -------------------- | ---------------------- | ------ | ----------------------------- | ------------------ | -------------------- |
| Académico de Viseu   | 2013                | 4e                   | Vítor Martins          | 2022   | Estádio do Fontelo            | 8 046              | Viseu                |
| AVS Futebol SAD      | 2023                | 7e                   | Jorge Costa            | 2023   | Estádio do CD das Aves        | 8 560              | Vila das Aves        |
| Os Belenenses        | 2023                | 2e (D3)              | Bruno Dias             | 2023   | Estádio do Restelo            | 19 856             | Lisbonne             |
| SL Benfica B         | 2012                | 14e                  | Nélson Veríssimo       | 2023   | Caixa Futebol Campus          | 2 708              | Seixal               |
| CD Feirense          | 2019                | 8e                   | Ricardo Sousa          | 2023   | Estádio Marcolino de Castro   | 5 401              | Santa Maria da Feira |
| Länk FC Vilaverdense | 2023                | 3e (D3)              | António Barbosa        | 2023   | Estádio Cruz Reguengo         | 1 000              | Vila Verde           |
| Leixões SC           | 2010                | 15e                  | Pedro Ribeiro          | 2022   | Estádio do Mar                | 9 821              | Matosinhos           |
| CD Mafra             | 2018                | 6e                   | Jorge Silas            | 2023   | Estádio Municipal de Mafra    | 1 257              | Mafra                |
| CS Marítimo          | 2023                | 16e (D1)             | Tulipa                 | 2023   | Estádio do Marítimo           | 10 600             | Funchal              |
| CD Nacional          | 2021                | 13e                  | Tiago Margarido        | 2023   | Estádio da Madeira            | 5 586              | Funchal              |
| UD Oliveirense       | 2022                | 10e                  | Fábio Pereira          | 2021   | Estádio Carlos Osório         | 1 750              | Oliveira de Azeméis  |
| FC Paços de Ferreira | 2023                | 17e (D1)             | Ricardo Silva          | 2023   | Estádio da Mata Real          | 9 077              | Paços de Ferreira    |
| FC Penafiel          | 2015                | 12e                  | Hélder Cristóvão       | 2023   | Estádio Municipal 25 de abril | 5 230              | Penafiel             |
| FC Porto B           | 2012                | 5e                   | António Folha          | 2021   | Estádio Luís Filipe Menezes   | 3 800              | Vila Nova de Gaia    |
| CD Santa Clara       | 2023                | 18e (D1)             | Vasco Matos            | 2023   | Estádio de São Miguel         | 13 277             | Ponta Delgada        |
| CD Tondela           | 2022                | 11e                  | Tozé Marreco           | 2022   | Estádio João Cardoso          | 5 000              | Tondela              |
| SC União Torreense   | 2022                | 9e                   | Rui Ferreira           | 2022   | Estádio Manuel Marques        | 12 000             | Torres Vedras        |
| UD de Leiria         | 2023                | 1er (D3)             | Vasco Botelho da Costa | 2022   | Estádio Magalhães Pessoa      | 24 000             | Leiria               |

| \| CD Santa Clara \| Club participant de l'archipel des Açores. |
| CD Santa Clara                                                  |

| CD Santa Clara |

| \| CS Marítimo CD Nacional \| Clubs participants de l'île de Madère. |
| CS Marítimo CD Nacional                                              |

| CS Marítimo CD Nacional |

| \| Ac. Viseu AVS Benfica B CD Feirense Leixões SC CD Mafra UD Oliveirense P. Ferreira FC Penafiel FC Porto B CD Tondela U. Torreense U. Leiria Os Belenenses Länk FC Vilaverdense \| Clubs participants du Portugal Continental. |
| Ac. Viseu AVS Benfica B CD Feirense Leixões SC CD Mafra UD Oliveirense P. Ferreira FC Penafiel FC Porto B CD Tondela U. Torreense U. Leiria Os Belenenses Länk FC Vilaverdense                                                   |

| Ac. Viseu AVS Benfica B CD Feirense Leixões SC CD Mafra UD Oliveirense P. Ferreira FC Penafiel FC Porto B CD Tondela U. Torreense U. Leiria Os Belenenses Länk FC Vilaverdense |

## Compétition

### Classement
| Rang | Équipe                 | Pts | J  | G  | N  | P  | Bp | Bc | Diff |
| ---- | ---------------------- | --- | -- | -- | -- | -- | -- | -- | ---- |
| 1    | CD Santa Clara R       | 73  | 34 | 21 | 10 | 3  | 48 | 19 | +29  |
| 2    | CD Nacional            | 71  | 34 | 21 | 8  | 5  | 66 | 35 | +31  |
| 3    | AVS Futebol SAD        | 64  | 34 | 20 | 4  | 10 | 50 | 34 | +16  |
| 4    | CS Marítimo R          | 64  | 34 | 18 | 10 | 6  | 52 | 29 | +23  |
| 5    | FC Paços de Ferreira R | 52  | 34 | 14 | 10 | 10 | 42 | 35 | +7   |
| 6    | CD Tondela             | 49  | 34 | 12 | 13 | 9  | 46 | 43 | +3   |
| 7    | SC União Torreense     | 48  | 34 | 13 | 9  | 12 | 40 | 37 | +3   |
| 8    | SL Benfica B           | 45  | 34 | 12 | 9  | 13 | 48 | 48 | 0    |
| 9    | CD Mafra               | 44  | 34 | 11 | 11 | 12 | 40 | 42 | -2   |
| 10   | FC Porto B             | 44  | 34 | 12 | 8  | 14 | 51 | 51 | 0    |
| 11   | Académico de Viseu FC  | 43  | 34 | 9  | 16 | 9  | 36 | 38 | -2   |
| 12   | UD de Leiria P         | 42  | 34 | 11 | 9  | 14 | 44 | 40 | +4   |
| 13   | FC Penafiel            | 39  | 34 | 11 | 6  | 17 | 31 | 39 | -8   |
| 14   | Leixões SC             | 37  | 34 | 7  | 16 | 11 | 29 | 38 | -9   |
| 15   | UD Oliveirense         | 34  | 34 | 8  | 10 | 16 | 37 | 54 | -17  |
| 16   | CD Feirense            | 31  | 34 | 8  | 7  | 19 | 31 | 49 | -18  |
| 17   | Länk FC Vilaverdense P | 27* | 34 | 8  | 4  | 22 | 30 | 59 | -29  |
| 18   | Os Belenenses P        | 26  | 34 | 6  | 8  | 20 | 28 | 59 | -31  |

| Légende : Promotions et relégations | Légende : Promotions et relégations                              |
| ----------------------------------- | ---------------------------------------------------------------- |
|                                     | Promotion en Liga Betclic 2024-2025                              |
|                                     | Barrage de promotion en Liga Betclic 2024-2025                   |
|                                     | Barrage de relégation en Liga 3 2024-2025                        |
|                                     | Relégué en Liga 3 2024-2025                                      |
|                                     | Équipe réserve ne pouvant pas être promue                        |
|                                     | R : Relégué de Liga Bwin 2022-2023 P : Promu du Liga 3 2022-2023 |

### Résultats
| Résultats (▼dom., ►ext.)                                   | AcV | Avs | Bel | BenB | Fei | LkV | Lei | Maf | Mar | Nac | Oli | Paç | Pen | PorB | StC | Ton | U.Tor | UdL |
| Académico Viseu                                            |     | 1-2 | 3-1 | 1-0  | 2-0 | 1-1 | 1-1 | 0-1 | 2-2 | 1-1 | 2-2 | 1-1 | 1-0 | 0-2  | 1-1 | 1-1 | 0-0   | 1-0 |
| AVS Futebol SAD                                            | 2-0 |     | 1-0 | 1-0  | 1-0 | 2-0 | 1-3 | 3-3 | 3-2 | 0-1 | 0-1 | 2-0 | 1-0 | 0-2  | 1-2 | 0-1 | 0-0   | 2-1 |
| Os Belenenses                                              | 1-0 | 1-3 |     | 2-3  | 3-1 | 0-2 | 1-2 | 1-1 | 1-2 | 1-3 | 1-0 | 0-1 | 2-0 | 1-1  | 0-0 | 0-0 | 0-2   | 0-5 |
| SL Benfica B                                               | 1-1 | 0-1 | 2-1 |      | 2-3 | 2-0 | 1-1 | 3-2 | 0-1 | 2-1 | 1-1 | 2-2 | 1-0 | 5-2  | 0-1 | 1-1 | 0-2   | 0-1 |
| CD Feirense                                                | 0-3 | 1-2 | 1-0 | 1-2  |     | 1-1 | 1-1 | 3-2 | 0-1 | 2-1 | 0-0 | 1-0 | 2-0 | 1-1  | 0-2 | 1-3 | 3-1   | 1-0 |
| Länk FC Vilaverdense                                       | 0-2 | 2-3 | 1-1 | 1-4  | 2-1 |     | 1-0 | 2-1 | 0-2 | 1-2 | 1-2 | 0-1 | 2-1 | 0-5  | 1-1 | 1-2 | 0-1   | 1-0 |
| Leixões SC                                                 | 1-2 | 0-0 | 1-0 | 1-1  | 0-0 | 1-3 |     | 1-1 | 0-1 | 1-1 | 0-2 | 1-1 | 0-1 | 1-3  | 0-0 | 1-1 | 1-1   | 0-0 |
| CD Mafra                                                   | 1-1 | 0-2 | 1-1 | 1-2  | 0-0 | 1-0 | 0-1 |     | 0-0 | 0-0 | 3-3 | 2-1 | 0-1 | 2-1  | 0-2 | 1-3 | 2-1   | 3-0 |
| CS Marítimo                                                | 1-1 | 0-1 | 1-1 | 3-1  | 3-2 | 4-0 | 0-0 | 1-2 |     | 3-1 | 2-1 | 2-0 | 0-0 | 1-0  | 0-0 | 2-2 | 1-2   | 2-0 |
| CD Nacional                                                | 1-1 | 2-1 | 5-0 | 3-1  | 1-0 | 3-2 | 3-1 | 2-0 | 1-2 |     | 5-0 | 2-1 | 3-2 | 4-0  | 1-1 | 1-1 | 2-1   | 2-0 |
| UD Oliveirense                                             | 2-2 | 1-1 | 1-2 | 3-1  | 3-1 | 0-1 | 1-3 | 1-3 | 1-1 | 0-1 |     | 0-0 | 3-1 | 1-3  | 1-1 | 2-1 | 1-2   | 1-4 |
| FC Paços de Ferreira                                       | 1-0 | 0-4 | 2-1 | 2-2  | 1-0 | 2-0 | 1-2 | 0-1 | 1-2 | 1-1 | 2-0 |     | 2-1 | 3-0  | 0-2 | 5-1 | 2-0   | 0-0 |
| FC Penafiel                                                | 0-0 | 0-1 | 3-0 | 0-1  | 2-1 | 2-1 | 3-0 | 1-0 | 0-1 | 1-4 | 1-1 | 1-1 |     | 3-2  | 1-2 | 0-2 | 1-1   | 1-0 |
| FC Porto B                                                 | 3-0 | 2-3 | 3-0 | 0-3  | 2-0 | 2-1 | 0-2 | 1-1 | 0-2 | 2-3 | 0-1 | 1-3 | 3-1 |      | 2-2 | 1-1 | 2-2   | 2-1 |
| CD Santa Clara                                             | 2-0 | 2-1 | 2-0 | 1-1  | 2-1 | 2-0 | 2-0 | 0-1 | 2-1 | 0-1 | 3-0 | 0-1 | 0-0 | 2-1  |     | 1-0 | 2-0   | 2-0 |
| CD Tondela                                                 | 2-2 | 3-2 | 0-1 | 1-1  | 2-0 | 1-0 | 4-2 | 2-1 | 0-3 | 2-3 | 1-0 | 1-1 | 0-1 | 0-0  | 2-3 |     | 1-2   | 1-1 |
| SC União Torreense                                         | 1-2 | 2-1 | 2-2 | 3-1  | 2-1 | 3-1 | 0-0 | 0-0 | 0-0 | 3-0 | 3-1 | 1-2 | 1-0 | 0-1  | 1-2 | 0-1 |       | 0-3 |
| UD de Leiria                                               | 3-0 | 1-2 | 4-2 | 3-1  | 1-1 | 3-1 | 0-0 | 2-3 | 4-3 | 1-1 | 1-0 | 1-1 | 0-2 | 1-1  | 0-1 | 2-2 | 1-0   |     |
| - Victoire à domicile - Match nul - Victoire à l'extérieur |     |     |     |      |     |     |     |     |     |     |     |     |     |      |     |     |       |     |

### Barrages

#### Barrage de promotion
Le barrage de promotion se déroule sur deux matchs et oppose le seizième de Liga Portugal au troisième de Liga Portugal 2. Le vainqueur de ce barrage obtient une place pour la Liga Betclic 2024-2025 tandis que le perdant va en Liga Portugal 2.
| Équipe               | Aller | Total | Retour | Équipe                |
| -------------------- | ----- | ----- | ------ | --------------------- |
| Portimonense SC (LP) | 1 - 2 | 2 - 4 | 1 - 2  | AVS Futebol SAD (LP2) |

| Match aller | Portimonense SC    | 1 - 2   | AVS Futebol SAD           | Estádio de Portimão      |                          |
| 25 mai 2024 | Teixeira 86e (csc) | (0 - 1) | 19e Correia · 47e Martins | Arbitrage : Luís Godinho | Arbitrage : Luís Godinho |
| 25 mai 2024 | Rapport            |         |                           | Arbitrage : Luís Godinho | Arbitrage : Luís Godinho |

| Match retour | AVS Futebol SAD           | 2 - 1   | Portimonense SC | Estádio do CD das Aves    |                           |
| 2 juin 2024  | Mercado 51e · Martins 89e | (0 - 0) | 90+5e Carrillo  | Arbitrage : João Pinheiro | Arbitrage : João Pinheiro |
| 2 juin 2024  | Rapport                   |         |                 | Arbitrage : João Pinheiro | Arbitrage : João Pinheiro |

- AVS Futebol SAD remporte le barrage et monte en première division.

#### Barrage de relégation
Le barrage de relégation se déroule également sur deux matchs et oppose le 16e de Liga Portugal 2 au vainqueur du play-off de Liga 3. Le vainqueur de ce barrage obtient une place pour la Liga Portugal 2 Meu Super 2024-2025 tandis que le perdant va en Liga 3.
| Équipe                        | Aller | Total | Retour | Équipe            |
| ----------------------------- | ----- | ----- | ------ | ----------------- |
| Lusitânia Lourosa FC (Liga 3) | 1 - 0 | 1 - 3 | 0 - 3  | CD Feirense (LP2) |

| Match aller | Lusitânia Lourosa FC | 1 - 0   | CD Feirense | Estádio do Lusitânia Lourosa FC |                               |
| 26 mai 2024 | Jefferson Nem 70e    | (0 - 0) |             | Arbitrage : Artur Soares Dias   | Arbitrage : Artur Soares Dias |
| 26 mai 2024 | Rapport              |         |             | Arbitrage : Artur Soares Dias   | Arbitrage : Artur Soares Dias |

| Match retour | CD Feirense                                                  | 3 - 0   | Lusitânia Lourosa FC | Estádio Marcolino de Castro |                          |
| 2 juin 2024  | Sérgio Conceição 15e 82e (pen.) · Henrique Martins 89e (csc) | (1 - 0) |                      | Arbitrage : Nuno Almeida    | Arbitrage : Nuno Almeida |
| 2 juin 2024  | Rapport                                                      |         |                      | Arbitrage : Nuno Almeida    | Arbitrage : Nuno Almeida |

- CD Feirense remporte le barrage et reste en deuxième division.